# Bellemolen (Essene)
De Bellemolen is een watermolen te Essene, vroeger ook een luxueus restaurant, werd gebouwd in 1149 door de Abdij van Affligem, nadat de Bellebeek over een lengte van 2 km rechtgetrokken was en die de watermolen van de Bellemolen nog steeds aandreef (sinds enkele jaren werd het waterrad echter stilgelegd). De Bellemolen had een tweeledig doel, hij deed dienst als stamp- en korenmolen. In die tijd brachten boeren hun vlas en raapzaad om het te bewerken uit het hele Brabantse land (waar de Abdij van Affligem bezittingen had) naar het voor die tijd heel moderne molencomplex. De molen werd op 14 maart 1986 erkend als monument en samen met zijn omgeving als dorpsgezicht beschermd.

## Naamgeving
De naam 'Bellemolen' is ontleend aan een belle (of balie), een slagboom die toegang verleende tot een omheind stuk land. De Bellemolen lag ook in dit geval aan een aangrenzende beek en een straat, vandaar kennen we nu de Bellebeek en de Bellestraat.

## Geschiedenis
Over de vraag aan wie de grond van de Bellemolen toebehoorde in de periode voor 1149 is veel discussie geweest. Uit een akte van 1189 blijkt dat de grond voor 1149 toebehoorde aan de 'heren van Leeuw', die het voor 1149 doorverkocht hebben aan de Abdij van Affligem. Door de jaren heen was er een grote opeenvolging van eigenaars, die via erfrecht en verpachting het domein in eigendom en of in beheer hadden en dit door verschillende families. De oudste pachter was Jan de Muldere in 1371, die de molen pachtte voor 10 mudden tarwe en 32 mudden rogge. Later bestuurde de familie Van Varenberghe de watermolen in 1507, die zijn pacht vervolgens doorgaf aan zijn zoon.
Oorspronkelijk was het de bedoeling om de molen te bouwen op de Bosbeek (vertakking van de Bellebeek), maar deze beek had te weinig verval, daarom werd ze afgeleid uit zijn oude bedding en werd er een kanaal (2 km lang) gegraven op de grens tussen Essene en Sint-Katherina-Lombeek. Na een val van 14 meter boven de zeespiegel, liep het water achter de sluis terug naar de oude bedding. Wegens een waarschijnlijke misrekening liep het water niet altijd terug naar de oude bedding waardoor het beide oevers onder water zette, maar ook een gebied van de Heren van Denderleeuw, met betwistingen tot gevolg. Rond 1170 werd er een scheidsrecht opgericht en na lang onderhandelen werd er enerzijds tussen de scheidsrechters Godeschalk (oude schrijfwijze: Godescalc), abt van Affligem, Zeger (oude schrijfwijze: Sigerus), aartsdiaken van Kamerijk en anderzijds Iewein van Leeuw (of Iwanus van Denderleeuw) in 1189 (eindelijk) een akkoord gesloten. Maar ook de parochianen van Essene waren bij het probleem betrokken, die verschillende gronden verloren zagen gaan. Er werd een overeenkomst afgesloten zodat ieders gebied afgebakend werd. Het waterrad is afkomstig van de Rabboutsmolen van Lede.
Na de verwoesting van de gebouwen tijdens de godsdienstoorlogen werden deze in 1593 hersteld onder leiding van Carl Bael. In het begin waren er nog drie molens: de grote molen of korenmolen (of graanmolen), die nog steeds bestaat. Met daarnaast nog de oliestampmolen en het hozemoleken (of hoesemoleke dat er in 1682 bij kwam) maar die beiden ondertussen verdwenen zijn. Speciaal is ook de authentieke 'tiendenschuur' met de geplaveide binnenplaats van eind 1800. Ten noorden van de Bellemolen staan de 18e-eeuwse hoevegebouwen in U-vorm. Waarschijnlijk is het oudere deel, de kern van het molenaarshuis 17e-eeuws.
De naam J.B van de Putte, die de molen met molenvijver aankocht is nog steeds te lezen aan de achterzijde van de Bellemolen, op een bijgebouw, rechts van de rechtgetrokken Bellebeek. De Van de Puttes hadden de molen echter reeds in het begin van 1715 in pacht, in 1798 werd de molen en de omliggende landerijen als zwart goed verkocht aan diezelfde familie, die plaatselijk en nadien ook in Hekelgem een niet onbelangrijke rol innam in het sociale en politieke leven. De laatste molenaar heette M. De Bolle. Tot 1918 werd de molen bewoond door de familie Van de Putte. Vanaf 1935 tot 1945 werd de molen en de omgeving verhuurd aan V. Moyson en E. Lanckman.
De nieuwe bewoner vanaf 1945 overleed in 1962. In 1963 werd de molen eigendom van de Hekelgemse zandschilder Pieter van Ransbeeck, tevens vroeger uitbater van het Nieuw Zandtapijt. Na de overname liet hij grote verbouwings- en restauratiewerken uitvoeren door kunstenaars en restaurateurs (architect Y. Van Mossevelde, Afsnee), het uitzicht en het historische gedeelte werden echter gespaard. Tijdens deze verbouwingsjaren (1964-1967) werd de binnenkant van de molen omgebouwd tot een tweesterrenrestaurant, waar regelmatig ministers en bekende personen te gast waren. Uniek was de glazen en doorzichtige vloer boven het waterrad. In 2001 werd het restaurant stopgezet en werd De Bellemolen overgelaten aan de kleinzoon van Pieter Van Ransbeeck, Peter De Lathauwer.
- Inventaris van het Bouwkundig Erfgoed (Vlaanderen): 38825